# Еваріст Кімба
Еваріст Кімба Мутомбо (16 липня 1926 — 2 червня 1966) — конголезький політичний діяч, виконував обов'язки прем'єр-міністра країни восени 1965 року.
Бувши протеже президента Касавубу, потрапив у немилість до головного опонента останнього — Жозефа Мобуту, який очолив конголезьку армію в листопаді 1965-го. Мобуту вирішив здійснити показову страту, засудивши Кімбу до смертної кари. У червні 1966 року колишній прем'єр-міністр був повішений у Кіншасі за великого скупчення жителів разом із колишніми міністрами Жеромом Анані, Емануелем Бамбою й Андре Магамбою.